# Stephens' Cur
Stephens' Cur är en hundras från USA. I amerikanskt språkbruk är en cur en korthårig hund som kan användas både som vallhund och jakthund. Stephens' Cur är framförallt en träddrivande hund som bland annat används för jakt på tvättbjörn och ekorrar. I koppel (engelska pack) används den även för jakt på pumor och björnar. Rasen avlades fram av familjen Stephens i Kentucky och har sitt ursprung i Mountain Cur. Den konsoliderades som egen ras under 1970-talet och erkändes av den alternativa amerikanska kennelklubben United Kennel Club (UKC) 1998.